# Cezary Emil Haller von Hallenburg
Cezary Emil Haller von Hallenburg (13. dubna 1822 Krakov – 9. července 1915 Lvov nebo Mianocice) byl rakouský politik polské národnosti z Haliče, v 2. polovině 19. století poslanec Říšské rady.

## Biografie
Pocházel ze šlechtického rodu Hallerů, původně tyrolského, později zdomácnělého v Polsku. Jeho otcem byl právník a politik Józef Haller (1783–1850), synovec Józef Haller de Hallenburg byl polským válečníkem, další synovec Cezary Haller de Hallenburg působil na počátku 20. století v rakousko-uherské a polské politice.
Studoval právo na Jagellonské univerzitě a agronomii na škole v Hohenheimu. Podílel se na dění během revolučního roku 1848, byl zatčen a následně emigroval. Po návratu do vlasti se podílel na činnosti rolnického spolku Towarzystwo Rolnicze. Zapojil se i do lednového povstání v roce 1863. V letech 1862–1863 působil coby pokladník tajného západohaličského měšťanského spolku, který podporoval polské povstalce a po odhalení aktivit rakouskými úřady byl zatčen. Po propuštění žil po jistou dobu v Paříži. Později se vrátil do veřejného a politického života v Haliči. Stal se členem okresního zastupitelstva v Krakově. Spoluzakládal vzájemný pojišťovací spolek.
Od roku 1867 zasedal jako poslanec Haličského zemského sněmu za kurii velkostatkářskou v Krakově. Byl rovněž členem zemského výboru.
Působil i jako poslanec Říšské rady (celostátního parlamentu), kam usedl v doplňovacích volbách roku 1876 za kurii velkostatkářskou v Haliči. Slib složil 4. března 1876, rezignace oznámena na schůzi 4. září 1877. V roce 1876 se uvádí jako Cäsar Haller von Hallenburg, statkář, bytem Jurczyce. Patřil do poslanecké frakce Polský klub, v němž působil jako odborník na hospodářské otázky.
Zemřel v červenci 1915.